# The Dark Side of the Moon (Band)
The Dark Side of the Moon ist eine multinationale Symphonic-Metal-Band, bestehend aus Melissa Bonny und Mitgliedern der Bands Feuerschwanz und Amaranthe.

## Bandgeschichte
Die Band wurde 2021 von Melissa Bonny (von Ad Infinitum) und Hans Platz (von Feuerschwanz) gegründet. Der erste Song Jenny of Oldstones, eine Coverversion aus dem Soundtrack von Game of Thrones, entstand aus einer Wette heraus. Napalm Records gefiel die Version so gut, dass sie die Band für ein komplettes Album unter Vertrag nahmen. Neben Melissa Bonny und Hans Platz sind noch Morten Løwe Sørensen (Amaranthe) und Jenny Diehl (ebenfalls Feuerschwanz) als feste Bandmitglieder dabei. Ihr Debüt-Album erschien am 12. Mai 2023. Als Gäste wirken auf dem Album folgende Musiker mit: Charlotte Wessels (ehem. Delain), Fabienne Erni (Eluveitie), Rusanda Panfili (Hans Zimmer) und Tom S. Englund (Evergrey). Der Bass im Studio wurde gespielt von Fabio Trentini, Live spielt Korbinian Benedikt den Bass.

## Stil
Die Band covert Stücke aus Fantasyfilmen, Serien und Spielen und macht Heavy-Metal-Versionen daraus, schreibt aber auch eigene Stücke.

## Diskografie

### Alben
| Jahr | Titel Musiklabel             | Höchstplatzierung, Gesamtwochen, AuszeichnungChartplatzierungen (Jahr, Titel, Musiklabel, Platzierungen, Wochen, Auszeichnungen, Anmerkungen) | Höchstplatzierung, Gesamtwochen, AuszeichnungChartplatzierungen (Jahr, Titel, Musiklabel, Platzierungen, Wochen, Auszeichnungen, Anmerkungen) | Anmerkungen                        |
| Jahr | Titel Musiklabel             | DE | CH | Anmerkungen                        |
| ---- | ---------------------------- | --- | --- | ---------------------------------- |
| 2023 | Metamorphosis Napalm Records | DE17 (1 Wo.)DE | CH18 (1 Wo.)CH | Erstveröffentlichung: 12. Mai 2023 |

### Musikvideos
- 2021: Jenny of Oldstones
- 2022: May It Be
- 2022: Double Trouble/Lumos!
- 2023: The Gates of Time
- 2023: Legends Never Die
- 2023: New Horizons
- 2023: First Light